# Крозиг, Генрих фон
Генрих Фердинанд фон Крозиг (нем. Heinrich Ferdinand von Krosigk; 23 февраля 1778, Поплиц, Магдебургское герцогство — 16 октября 1813, Мекерн) — майор прусской армии, участник Наполеоновских войн, национальный герой Пруссии.

## Биография
Генрих Фердинанд фон Крозиг родился в поместье Поплиц неподалёку от Кённерна. Он происходил из дворянской семьи фон Крозиг и был старшим из 14 детей Фердинанда Антона фон Крозига и его жены Доротеи Луизы, урождённой фон Крамм. Некоторые из братьев Генриха также сделали карьеру в прусской армии.
После смерти отца, фон Крозиг стал владельцем поместья Поплиц. Когда в ходе Наполеоновских войн французы создали в северо-западной Германии королевство Вестфалия, поместье фон Крозига оказалось на его территории. Фон Крозиг, в отличие от большинства других, с этим не смирился, собрал небольшой отряд и начал вести партизанскую войну против французов, от которых получил прозвище «le mauvais Baron» («злобный барон»). В конце концов, Крозиг был захвачен французами и посажен в Магдебургскую крепость, откуда в дальнейшем был переведён в Кассель, столицу Вестфалии, но осенью 1812 года отпущен под залог своего поместья и всего имущества. Выйдя на свободу, фон Крозиг немедленно вывез свою семью из Вестфалии в Пруссию, где поступил на службу в прусскую армию, в результате чего его поместье и собственность были закономерно конфискованы французами.

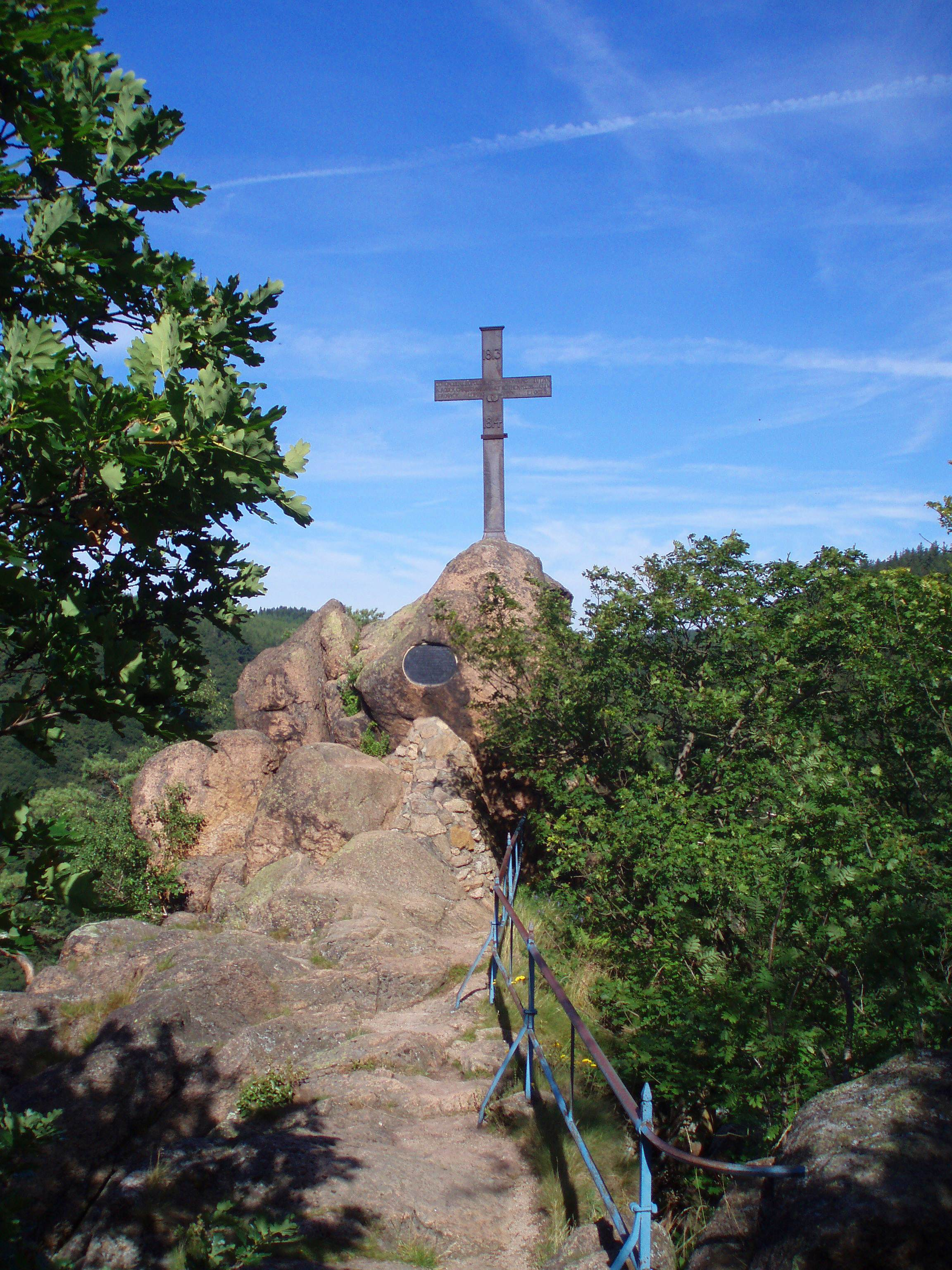
Крест на Изельштайне.

20 мая 1813 года майор фон Крозиг возглавил стрелковый (егерский) батальон в только что сформированном 12-м Бранденбургском пехотном полку. Во главе батальона он сражался в битве при Бауцене, а за храбрость в бою при Лёвенберге в августе 1813 года был награждён Железным крестом 2-го класса. Уже в начале октября, после спешного бегства французов из Касселя от русских войск генерала А. И. Чернышёва, он смог вернуться в разорённый Поплиц. После этого фон Крозиг вновь вернулся к армии и принял участие в битве при Лейпциге, где во главе батальона кинулся в самоотверженную атаку и погиб.
Фон Крозиг был похоронен в Поплице, причём над его могилой был насыпан курган в романтическом вкусе (нечто похожее, но только в больших масштабах было впоследствии воспроизведено над могилой Костюшко). Фон Крозиг имел репутацию бескомпромиссного борца и национального героя, и его популярность оставалась высокой по крайней мере в течение следующих ста лет — вплоть до начала Первой мировой войны, поэтому курган в Поплице вскоре превратился в своеобразное место паломничества немецких патриотов. Фон Крозиг стал главным героем одного из исторических романов Пауля Шрекенбаха (опубликован в 1908 году) и персонажем картины Рихара Кнётеля, которая была массово растиражирована на почтовых открытках и пользовалась большой популярностью в Германии на рубеже XIX и XX веков.
Помимо кургана в Поплице (ныне в городской черте Кённерна) имеется ещё крест в память о фон Крозиге и других «павших сослуживцах», установленный в 1814 году на горе Ильзештайн в горном массиве Гарц неподалёку от города Ильзенбурга ветераном наполеоновских войн Антоном цу Штольберг-Вернигероде.